# Iouri Galanskov
Iouri Timofeïevitch Galanskov (en russe : Юрий Тимофеевич Галансков), né le 19 juin 1939, à Moscou et mort le 4 novembre 1972 à Barachevo, est un poète et dissident russe et soviétique.

## Biographie
Iouri Galanskov est né le 19 juin 1939, à Moscou dans une famille d'ouvriers. Il exerce d'abord dans différents métiers, comme photographe technique, laborantin ou électricien dans un théâtre. En 1960, il s'inscrit aux cours par correspondance de la Faculté d'histoire de l'Université d'État de Moscou (ru), mais il est exclu après le deuxième semestre. En 1965 il suit les cours du soir à l'Institut d'État des archives historiques de Moscou.
Entre 1959 et 1961, il participe aux lectures militantes de textes poétiques sur la place Maïakovski. Il y lit son poème Manifeste humain («Человеческий манифест»).
Ses opinions politiques sont assez éclectiques. Elles associent des éléments anarchistes et pacifistes, solidaristes, et radicalement antisoviétiques. L'année précédant son arrestation, il coopère étroitement avec l'Union des solidaristes russes, et en devient membre.
Au début des années 1960, certains opposants auraient sérieusement envisagé la possibilité de formes violentes de lutte contre le régime, mais Iouri Galanskov, partisan constant de la non-violence, est alors à l'initiative de la création de l'Union mondiale des partisans du désarmement universel («Всемирного Союза сторонников всеобщего разоружения») et écrit pour la future organisation un projet de programme.
En 1961, il fait partie du groupe qui édite le recueil de samizdat Phenix no 1 («Феникс»). Y figurent ses poèmes Manifeste humain et Prolétaires de tous les pays, unissez-vous («Пролетарии всех стран, соединяйтесь»). En 1962, ce recueil est à nouveau publié en Allemagne par la revue en langue russe «Грани» (no 52). Il est l'auteur du deuxième numéro de Phenix (ou Phenix-66), qui est publié de façon indépendante.
Iouri Gasdankov participe le 5 décembre 1965 au meeting de la transparence à Moscou. À la suite de cette manifestation, il est arrêté le 19 janvier 1967. Le 12 janvier 1968, avec A. Ginzburg, qu'il a aidé dans la rédaction du Livre blanc sur le procès Siniavski-Daniel, il est condamné à 7 ans de camp à régime strict.
Il purge sa peine dans le camp no 17 en Mordovie. Déjà atteint d'un ulcère aux intestins, sa santé se dégrade. Il prend néanmoins part à des mouvements de protestation pendant son emprisonnement, dont une grève de la faim.
Il meurt le 4 novembre 1972 dans l'hôpital du camp, à Barachevo, à la suite d'une septicémie, après une opération réalisée par le médecin du camp, qui n'a pas la qualification de chirurgien,.
Le 1er septembre 1991, ses restes sont transférés à Moscou, au cimetière Kotliakovski.

## Œuvre
Wolfgang Kasack porte l'appréciation suivante sur ses écrits:

« Le lyrisme de Galanskov est caractérisé par la force de ses images et souvent, elle se transforme en une prose rythmée, criant le désespoir, et se libérant d'obsessionnelles visions de la violence. »

Une partie de ses écrits a été traduite et publiée en français par l'Âge d'homme en 1990, sous le titre Le manifeste humain.